# Anna Cervinka
Anna Cervinka est une actrice belge d'origine tchèque née en 1980, sociétaire de la Comédie-Française depuis 2023.

## Biographie

### Formation et débuts en Belgique
Fille d'un architecte tchèque exilé en Belgique en 1968, Anna Cervinka grandit à Bruxelles. Elle pense un temps devenir journaliste avant d'intégrer le Conservatoire royal de Bruxelles dont elle sort diplômée en 2008. À sa sortie du conservatoire, elle complète sa formation par un mois de stage à l’école de théâtre Demain le Printemps à Minsk en Biélorussie. Elle rejoint par la suite le Centre des arts scéniques à Mons, qui a pour mission de faciliter l’entrée dans la vie professionnelle des jeunes comédiens et metteurs en scène diplômés d’une des cinq écoles supérieures d’art dramatique de la communauté française en Belgique, ainsi que des circassiens diplômés de l’école supérieure des arts du cirque.
Elle commence à jouer en Belgique sous la direction de Philippe Sireuil, Emmanuel Dekoninck, Daniel Hanssens, Pascal Crochet, Dominique Bréda, Georges Lini... En 2010, elle est nommée comme espoir féminin au prix de la critique, pour son interprétation dans R.W. (Premier Dialogue), mis en scène par Pascal Crochet.

### Carrière en France: de La Colline à la Comédie-Française
Elle commence à jouer en France sous la direction de Galin Stoev, qui la met en scène à deux reprises à La Colline, pour Danse Delhi d’Ivan Vyrypaïev en 2011 et Liliom de Ferenc Molnár trois ans plus tard.
Le 1er juin 2014, Muriel Mayette l'engage sur « un coup de cœur », à la suite de sa prestation dans Liliom, comme pensionnaire à la Comédie-Française. Son premier rôle au Français est celui de la jeune Marianne, fille d'Orgon, sœur de Damis et amante de Valère dans Tartuffe de Molière, mise en scène par le même Galin Stoev. La même année, elle tient le rôle-titre dans La Petite Fille aux allumettes de Hans Christian Andersen, mis en scène par Olivier Meyrou au Studio de la Comédie-Française.
Dans La Demande d'emploi de Michel Vinaver, mise en scène en 2016 par Gilles David, elle interprète la fille perturbée et mythomane d'un couple dépassé par un monde en pleine mutation : « Un rôle tout en tension incarné avec justesse par Anna Cervinka, confrontant sa grâce juvénile à la gravité du monde adulte », écrit le critique Hadrien Volle.
Le 1er janvier 2023, elle devient sociétaire de la Comédie-Française puis membre suppléante du comité d'administration le 27 décembre 2023.

### Vie privée
Anna Cervinka pratique couramment le ski alpin.

## Théâtre

### Hors Comédie-Française
- 2007 : Port d’âme d’Ari.elle Bloesh, mise en scène de Hélène Theunisse
- 2008 : Le G »roupe de Dominique Bréda à L’os à moelle, la Samaritaine
- 2008 :  Peter Pan de Régis Loisel, mise en scène d'Emmanuel Dekoninck à l’Atelier 210 : la Fée Clochette[9]
- 2009 : Le Langue-à-langue des chiens de roche de Daniel Danis, mise en scène de Georges Lini à l'Atelier 210
- 2009 : Combat de nègre et de chiens de Bernard-Marie Koltès, mise en scène de Michel Wright à Arrière Scène
- 2010 : R.W. (premier dialogue) et R.W. (deuxième dialogue) d’après l’œuvre de Robert Walser, mise en scène de Pascal Crochet au Rideau de Bruxelles
- 2010 : L'Hôtel du libre échange de Georges Feydeau, mise en scène de Benoît Pauwels et Vincent Vanderbeeken au Théâtre Jardin Passion- Namur
- 2010 : Toc toc de Laurent Baffie, mise en scène de Daniel Hanssens au Centre Culturel d’Uccle
- 2011 : Danse Delhi d'Ivan Vyrypaïev, mise en scène de Galin Stoev à La Colline[10]
- 2012 : Continent Kafka, mise en scène de Pascal Crochet au Rideau de Bruxelles
- 2012 : Les Reines de Normand Chaurette, mise en scène de Philippe Sireuil au Théâtre des Martyrs : Anne Warwick, future reine d'Angleterre
- 2013 : Black Comedy de Peter Shaffer, mise en scène de Claude Enuset à la Comédie de Bruxelles
- 2013 : Ciao Ciao Bambino de Sébastien Ministru, mise en scène de Nathalie Uffner au Théâtre de la Toison d'Or
- 2014 : Liliom de Ferenc Molnár, mise en scène de Galin Stoev à La Colline : Marie

### Comédie-Française
- 2014 : Tartuffe de Molière, mise en scène de Galin Stoev : Dorine
- 2014 : La Petite Fille aux allumettes de Hans Christian Andersen, mise en scène d’Olivier Meyrou : la petite fille
- 2015 : Les Enfants du silence de Mark Medoff, mise en scène d'Anne-Marie Etienne : Lydia
- 2015 : La Maison de Bernarda Alba de Federico Garcia Lorca, mise en scène de Lilo Baur : Magdalena
- 2016 : La Demande d'emploi de Michel Vinaver, mise en scène de Gilles David : Nathalie
- 2016 : La Ronde d'Arthur Schnitzler, mise en scène d'Anne Kessler : La jeune fille au pair
- 2016-2017 : Vania d'Anton Tchekhov, mise en scène de Julie Deliquet : Sonia
- 2016 : Nadia. C de Lola Lafon, mise en scène de Chloé Dabert, en partenariat avec le Centquatre[11]
- 2017 : Intérieur de Maurice Maeterlinck, mise en scène de Nâzim Boudjenah : Marie
- 2017 : Bajazet de Jean Racine, mise en scène Eric Ruf, Théâtre du Vieux-Colombier : Zaïre
- 2017 : Après la pluie de Sergi Belbel, mise en scène Lilo Baur, Théâtre du Vieux-Colombier : Secrétaire blonde
- 2018 : Faust de Johann Wolfgang von Goethe, mise en scène Valentine Losseau et Raphaël Navarro, Vieux Colombier : Marguerite
- 2019 : Fanny et Alexandre de Ingmar Bergman, mise en scène Julie Deliquet, Salle Richelieu
- 2021 : La Cerisaie de Anton Tchekhov, mise en scène Clément Hervieu-Léger, Salle Richelieu
- 2022 : L'Avare de Molière, mise en scène Lilo Baur, Salle Richelieu
- 2023 : La mort de Danton de Georg Büchner, mise en scène Simon Delétang, Salle Richelieu
- 2023 : Médée d'Euripide, mise en scène Lisaboa Houbrechts, Salle Richelieu
- 2025 : La Souricière d'Agatha Christie, mise en scène Lilo Baur, Théâtre du Vieux-Colombier

## Filmographie

### Cinéma
- 2015 : Le Python de Laurie Bost et Sébastien Savine : la femme (court-métrage)[12]
- 2022 : Le Nouveau Jouet de James Huth : Léa
- 2023 : Je ne suis pas un héros : Corinne

### Télévision
- 2025 : La Vallée en danger d'Elsa Bennett : Jana Kaskia
- 2025 : 37 Secondes de Laure de Butler : Gwenaëlle Roussel

## Radio
- Musiq’3 : feuilleton radiophonique L’Ultime Voyage de Gustav Mahler : narratrice

## Distinctions
- Molières 2017 : Molière de la révélation féminine dans Vania, d’après Anton Tchekhov, mise en scène Julie Deliquet et dans Les Enfants du silence, de Mark Medoff, mise en scène Anne-Marie Étienne.
- Prix Beaumarchais (palmarès 2017): Meilleur Chérubin dans Vania, d’après Anton Tchekhov, mise en scène Julie Deliquet.
- Coup de cœur Parole Enregistrée et Documents Sonores 2020 de l’Académie Charles-Cros pour la lecture de La Folle Allure de Christian Bobin, proclamé le 13 septembre 2020 au Jardin du Musée Jean de la Fontaine à Château-Thierry[13]